# Joanna van de Winkel
Joanna van de Winkel ou Joanna Hotchkiss (nascida em 22 de abril de 1982) é uma ciclista sul-africana.

## Carreira
Representando a África do Sul, participou nos Jogos Olímpicos de Verão de 2012, realizados na cidade de Londres, Reino Unido, onde terminou em 28º na prova individual do ciclismo de estrada.